# Sungkap
Sungkap is een bestuurslaag in het regentschap Bangka Tengah van de provincie Bangka-Belitung, Indonesië. Sungkap telt 2416 inwoners (volkstelling 2010).